# Lago Yankton
Il lago Yankton, citato anche come lago Cottonwood, è un lago artificiale statunitense situato sul territorio della contea di Yankton, nello stato federato del Dakota del Sud, appena sopra il confine con il Nebraska.